# Битва при Лепанто
Битва при Лепанто 1571 года, или Третья битва при Лепанто (исп. Batalla de Lepanto, итал. Battaglia di Lepanto, тур. İnebahtı Deniz Muharebesi), — морское сражение, произошедшее 7 октября 1571 года в Патрасском заливе у мыса Скрофа между флотами Священной лиги и Османской империи.
Последнее крупное сражение галерного флота, после которого весельные суда были вытеснены парусниками отовсюду, кроме Балтики.

## Расстановка сил

### Силы Священной лиги
Силы объединённой Священной лиги представляли собой самый сильный и многочисленный флот, который когда-либо видела Европа. Всего собрался флот численностью около 300 различных судов, из них 108 венецианских галер, 81 испанская галера, 32 галеры, выставленные за счёт папы римского и других итальянских государств, кроме того, в состав флота входили 6 огромных венецианских галеасов. Общая численность судовых экипажей составляла около 84 тыс. человек, из них примерно 20 тыс. солдат из абордажных команд.
А. Б. Снисаренко, описывая смотр флота, даёт несколько иной состав: 81 галера и 12 боевых кораблей Испании под командованием генуэзца Джованни Андреа Дориа, внучатого племянника знаменитого адмирала Андреа Дориа, который много раз громил турок и алжирских пиратов; 12 папских галер во главе с адмиралом Маркантонио Колонна; 108 галер, 6 галеасов и 2 боевых корабля венецианского адмирала Себастьяно Веньера; 3 мальтийские галеры; 3 галеры герцога Савойского и ряд других мелких судов. Кроме моряков в состав флота входили абордажные команды из 12 тыс. итальянцев (в их числе Паоло Бои), 5 тыс. испанцев (в их числе будущий автор «Дон Кихота» Мигель Сервантес и его брат Родриго), 3 тыс. немцев и 3 тыс. добровольцев разных национальностей (среди них английский авантюрист и предполагаемый внебрачный сын Генриха VIII Томас Стакли).

### Силы Османской империи
Османский флот насчитывал примерно то же количество судов: около 210 галер и 66 галиотов. Общая численность команд и абордажных отрядов могла достигать 88 тыс. человек (из них около 16 тыс. в абордажных командах). Во главе турецкого флота стоял Али-паша Муэдзинзаде. Османские историки были невысокого мнения о талантах Али-паши. «Он не видел ни одного морского сражения и не был осведомлён о науке пиратства», — писал о нём Мехмед Солакзаде (1590—1658). «Великий адмирал Османского флота в своей жизни не командовал даже гребной лодкой», — добавлял другой учёный, Кятиб Челеби (1609—1657).

## Ход битвы
Союзный флот блокировал турецкие корабли в Патрасском заливе. Турецкий командующий полагал, что силы союзников стоят на якоре у острова Кефалиния, а сам дон Хуан Австрийский считал, что турки стоят в Лепанто.
Утром 7 октября 1571 года оба флота, причём совершенно неожиданно для обеих сторон, встретились у входа в залив в 60 км от города Лепанто (Навпакт). Берег, до времени скрывавший силы противников, низменный, и первый, кто заметил вражеский флот, были турки. На перестройку кораблей у обеих сторон ушло 2 часа. Паруса были спущены, и перестроения делались на вёслах. Боевой порядок турецкого флота состоял из центра, двух крыльев и небольшого резерва, находившегося за центром (5 галер, 25 галиотов).
Правое крыло турок (53 галеры, 3 галиота) возглавлял Мехмет Сирокко. Центром (91 галера, 5 галиотов) командовал сам Али-паша. Левое крыло (61 галера, 32 галиота) состояло в основном из кораблей алжирских пиратов, которых возглавлял Улудж Али. Улудж Али, по происхождению калабриец, готовился к карьере священника, но был похищен пиратами. Попав в плен, он сменил веру и имя (настоящее имя — Оччали), сделал карьеру и стал пашой Триполи. Во главе многих кораблей также были бежавшие из Европы и принявшие ислам моряки: венецианец Гассан, француз Джафар, албанец Дали Мами. Силы турецкого флота растянулись на 8—10 км.
Флот союзников построился в такой же боевой порядок. Центр (62 галеры) возглавил сам дон Хуан Австрийский. Правым крылом (58 галер) командовал Джованни Андреа Дориа. Левое крыло союзников (53 галеры) вёл в бой венецианец Барбариго. 30 галер под командованием маркиза Санта-Крус были выделены в резерв. Дон Хуан приказал расковать гребцов-христиан и вооружить их.

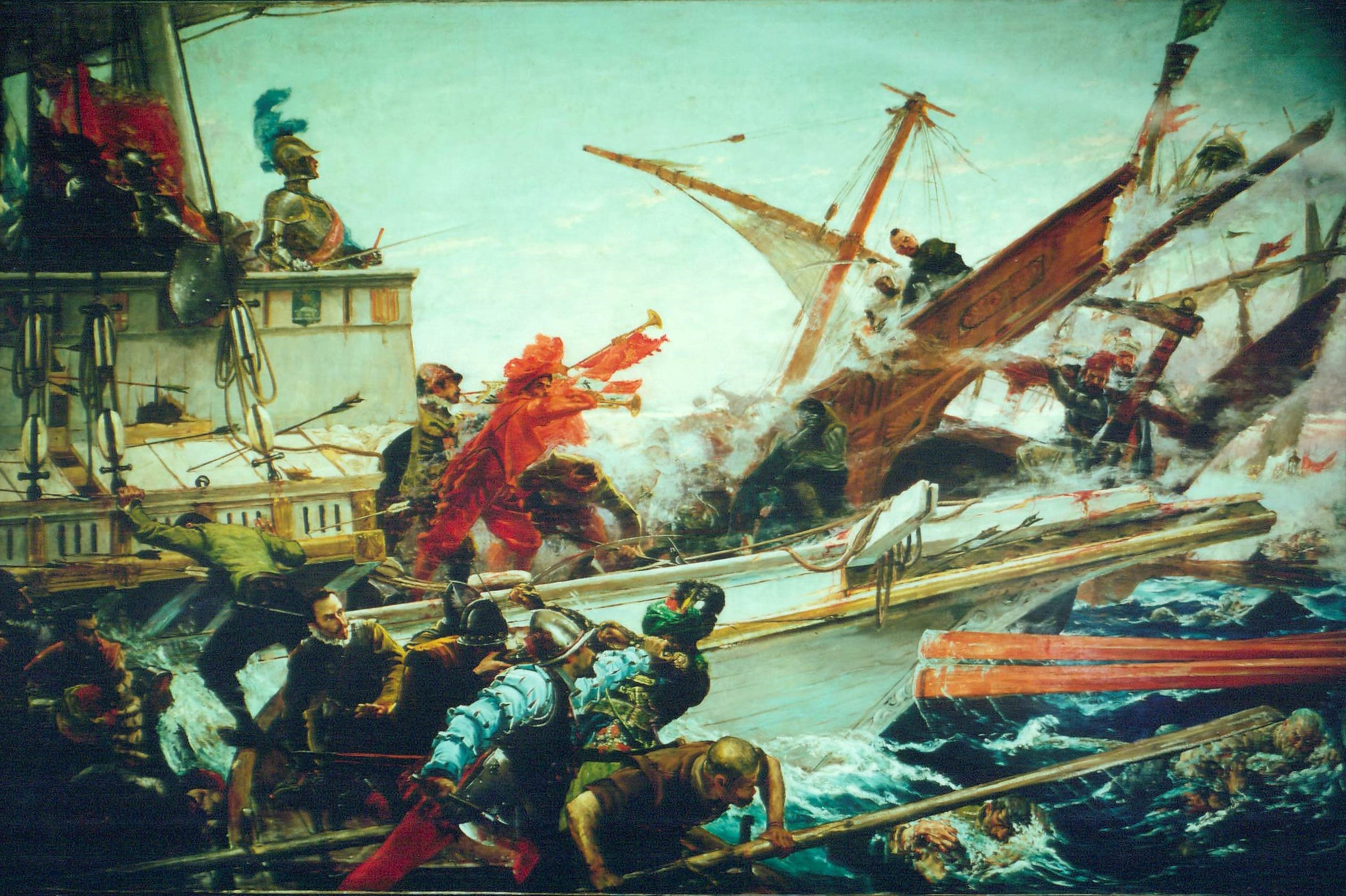
Х. Луна. Битва при Лепанто (1887)

Оба флота двинулись вперёд. Согласно некоторым источникам, союзники намеренно выдвинули вперёд тяжёлые галеасы, а затем подтянули к ним основную часть галер, чтобы в момент столкновения встретить турок единым фронтом. Турки же двигались одной линией, и когда пришёл момент столкновения, их лёгкие галеры оказались впереди, а медленные галиоты отстали. После соприкосновения флотов одновременно возникли три очага борьбы.
Левое крыло союзников из-за незнания местности и из опасения сесть на мель держалось поодаль от берега. Турки же воспользовались этим. Галеры из правого крыла обошли союзников вдоль берега и атаковали с тыла. Часть турецких галер вклинилась между центром противника и его левым крылом. В результате весь левый фланг христиан оказался в окружении.
Барбариго был вынужден принять абордажный бой в окружении, но сразу же сказалось преимущество союзников в вооружении и в количестве абордажных команд. На каждой галере союзников было не менее 150 солдат, а турецкие суда на этом участке располагали лишь 30—40 абордажными солдатами на борту.

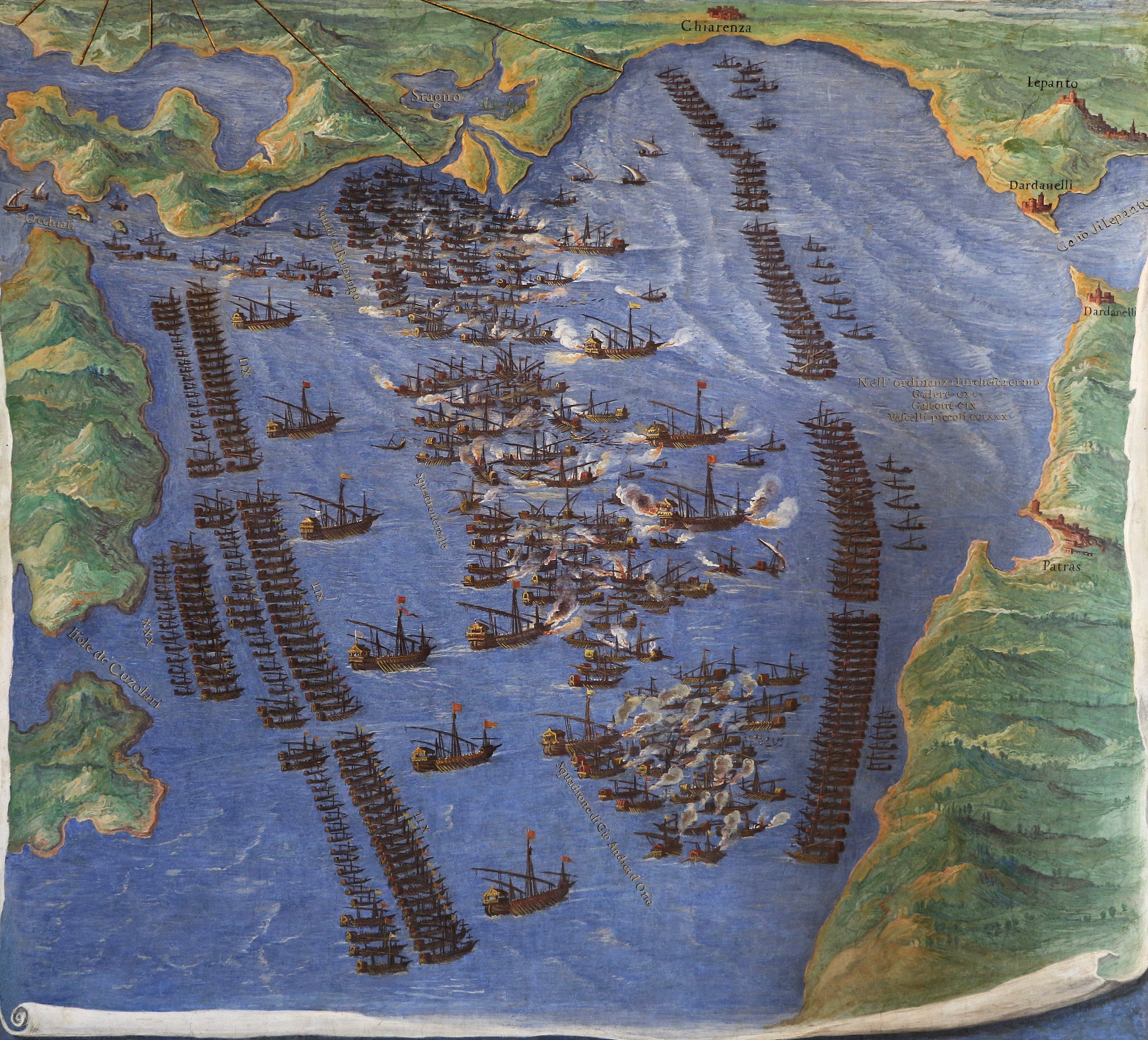
Ф. Бертелли. Битва при Лепанто (1572)

После полудня турки, окружившие более сильного Барбариго, были разгромлены. Окружение кораблей противника не дало туркам никакой пользы, поскольку в ближнем бою противник оказался намного сильнее. В центре, где столкнулись главные силы соперников, бой носил упорный характер. Главными целями атаки стали флагманские галеры дона Хуана Австрийского («Real») и Али-паши («Sultana»). В конце концов Али-паша был убит в перестрелке. Его голову подняли на длинную пику, что вызвало панику среди турецких матросов. Центр турок стал поддаваться и отходить.
Командующий левым крылом турецкого флота Улудж Али совершил следующий манёвр — с большой частью своего крыла он повернул к центру и ударил сбоку по силам Хуана Австрийского. С флагманской галерой Али-паши было уже покончено, и Хуан, ломая общий порядок, стал поворачивать навстречу кораблям Улудж Али. Одновременно вступил в бой резерв союзников под командованием маркиза Санта-Крус.
Командующий правым флангом союзников Дориа также повернул и стал приближаться к центру боевого порядка союзников, прямо на Улудж Али. Корабли Улудж Али могли оказаться в окружении, поэтому он стал выходить из боя. Тем не менее, до того как уйти с места сражения, он успел захватить флагманскую галеру мальтийцев.

## Потери
Поражение турецкого флота было полным, историки расходятся лишь в оценке потерь. Наиболее часто называются следующие цифры: турки потеряли 224 корабля, в том числе 117 было захвачено союзниками. На турецких кораблях было захвачено и освобождено 12 тыс. невольников. Не менее 10 тыс. гребцов-невольников (христиан, так как мусульман нельзя было держать в рабстве) погибли вместе с утонувшими кораблями. Погибли до 15 тыс. турецких солдат и матросов. В плен попало, по разным оценкам, от 300 до 5 тыс. турок. Было также захвачено 30 турецких пушек.
Потери союзников были гораздо меньше. Дюпюи считает, что союзники потеряли 13 галер, 7566 человек были убиты и 8 тыс. ранены, хотя цифра эта может быть несколько занижена.
В этом сражении отличился 24-летний Мигель Сервантес (будущий знаменитый писатель с 1570 года служил в полку Морской пехоты Испании в Неаполе), который командовал взводом испанских солдат на галере «Маркиза». В бою Сервантес получил три огнестрельных ранения: два в грудь и в левое предплечье (рука потом бездействовала у него всю жизнь).

## Последствия и оценки
Битва при Лепанто стала крупнейшим морским сражением XVI века, доказавшим европейцам, что непобедимых доселе турок можно побеждать, ведь османы не проигрывали ни одного крупного морского сражения с пятнадцатого века. Венецианский историк и дипломат Паоло Парута выразил общественное мнение во время надгробной речи в соборе Сан-Марко, посвящённой павшим в битве, в следующих словах:

Они показали нам своим примером, что турки не столь непобедимы, как мы думали раньше… Таким образом, можно сказать, что, хотя начало этой войны было для нас временем заката, оставившим нас в бесконечной ночи, теперь смелость этих людей, как истинное, животворное солнце, даровала нам самый прекрасный и самый радостный день, который когда-либо видел этот город за всю свою историю.

По мнению Гегеля, «битва при Лепанто спасла Италию и, может быть, всю Европу от наводнения варварами».
После сражения дон Хуан Австрийский и другие военачальники посетили многочисленные святилища в честь Девы Марии, чтобы возблагодарить её за победу. В срочном послании венецианскому сенату сообщили: «Non virtus, non arma, non duces, sed Maria Rosarii victores nos fecit» (с лат. — «Не сила, не оружие и не командующие, но Мария Розария привела нас к победе»).
Победа христиан при Лепанто подтвердила фактическое разделение Средиземноморья: восточная половина находилась под твердым контролем Османской империи, а западная — Габсбургов и их итальянских союзников. Битва остановила османское вторжение на итальянские территории, но Священная лига не вернула себе территории, которые были захвачены османами до Лепанто.
Но несмотря на блестящую тактическую победу Священной лиги, битва почти не оказала влияния на общий ход войны. Воспользовавшись отсутствием единства среди союзников, Турция быстро построила новый флот и успешно закончила войну. По мирному договору 1573 года Венеция уступила Османской империи остров Кипр и обязалась выплатить солидную контрибуцию.

## В культуре
Битва произвела огромное впечатление на современников и нашла своё отражение в европейской культуре. Событие описано в эпической поэме Жерониму Корте Реала «Аустриада», или «Победа Хуана Австрийского в заливе Лепанту» (1578). Сервантес во введении к «Назидательным новеллам» писал о себе в третьем лице:

В морской битве при Лепанто выстрелом из аркебузы у него была искалечена рука, и хотя увечье это кажется иным безобразием, в его глазах оно прекрасно, ибо он получил его в одной из самых знаменитых битв, которые были известны в минувшие века и которые могут случиться в будущем…

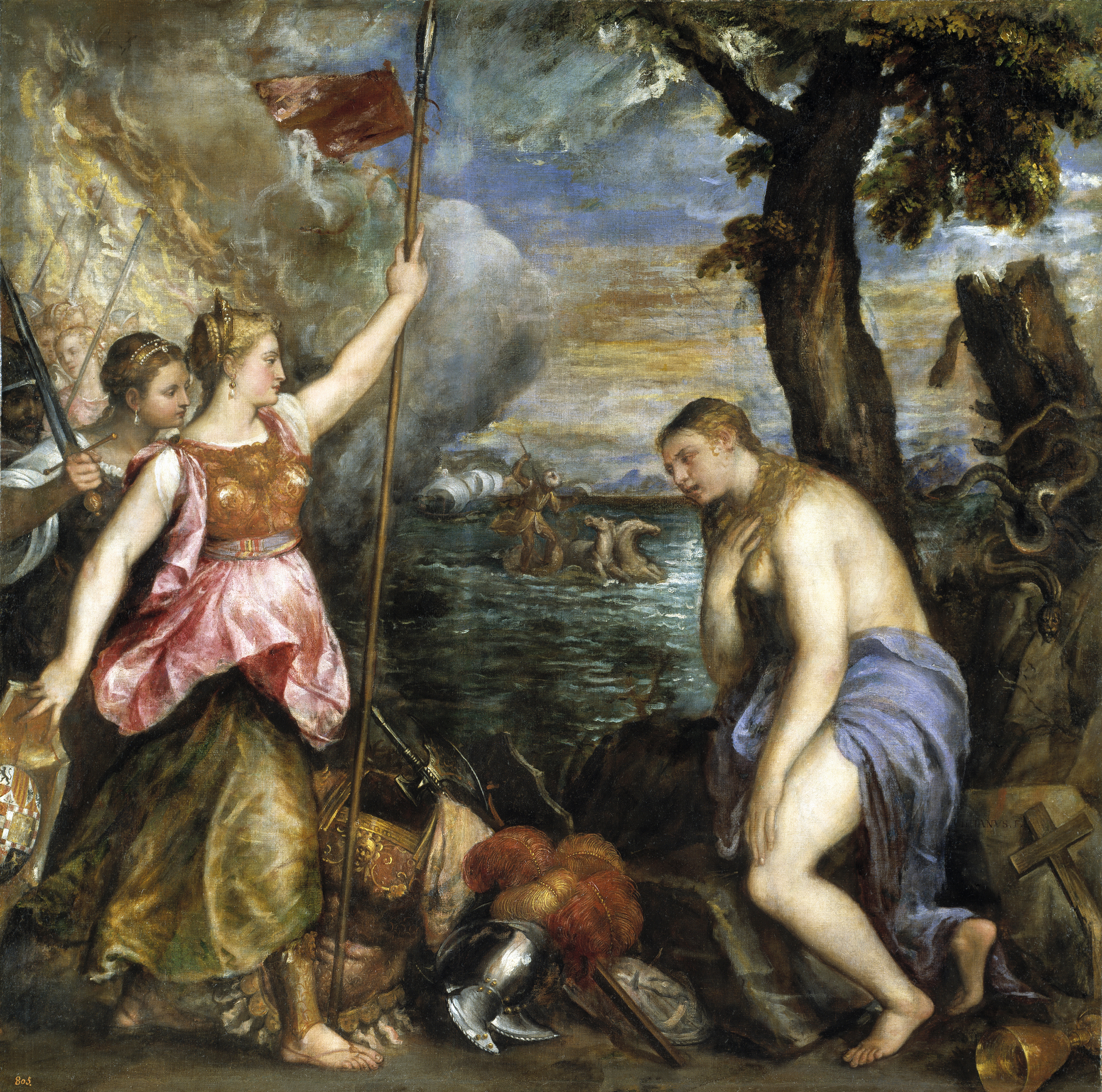
Тициан. Испания приходит на помощь религии (ок. 1572—1575)

Крупнейший испанский поэт того времени Фернандо де Эррера откликнулся на сражение восторженной «Песнью о победе при Лепанто»; множество других поэтов Испании и Италии прославляли победителей и прежде всего — дона Хуана Австрийского.
Латинскую поэму о битве при Лепанто написал Хуан Латино.
Эта победа во многих странах Западной Европы рассматривалась не просто как победа в морском сражении, торжество Испании и Священной лиги над Турцией, но и как важнейшая победа христианства над исламом. Тицианом по заказу Филиппа II были созданы картины-аллегории «Испания приходит на помощь религии» и «Филипп II после победы при Лепанто вручает Небу дона Фернандо». Даже шотландский король Яков, сын Марии Стюарт, воспитанный в протестантизме, в детстве написал и издал (1591) поэму в честь сражения, чем вызвал конфликт с шотландским духовенством, возмущённым тем, что король, «подобно наёмному поэту», пишет поэму «в честь иностранного папистского бастарда».
В память битвы в 1572 году римским папой Пием V введён католический праздник, который с 1573 года (уже́ при папе Григории XIII) получает название праздник Девы Марии — Царицы Розария.
В XX веке Г. К. Честертон написал посвящённую битве балладу «Лепанто», в которой дон Хуан Австрийский назван «последним рыцарем Европы».
В 1990 году о Лепанто был снят масштабный исторический фильм «Битва трёх королей».
Македонский писатель Влада Урошевич описывает битву при Лепанто в повести-сказке «Невеста змея» (2008).
С битвой при Лепанто связана одна из сюжетных линий романа Мартина Сэя «Зеркальный вор» (2016).
Группа «Макелот» исполнила песню «Лепанто» на своем альбоме «Второй сорт» (2023). Текст песни повествует о битве при Лепанто.